# Nyagikaze
Nyagikaze är ett vattendrag i Burundi.   Det ligger i provinsen Ruyigi, i den centrala delen av landet, 90 km öster om huvudstaden Bujumbura.
Omgivningarna runt Nyagikaze är en mosaik av jordbruksmark och naturlig växtlighet. Runt Nyagikaze är det ganska tätbefolkat, med 111 invånare per kvadratkilometer.